# Westhouse
Westhouse é uma comuna francesa na região administrativa de Grande Leste, no departamento Baixo Reno. Estende-se por uma área de 11,94 km². Em 2010 a comuna tinha 1 561 habitantes (densidade: 130,7 hab./km²).